# Saint-Loup-Lamairé
Saint-Loup-Lamairé és un municipi francès situat al departament de Deux-Sèvres i a la regió de la Nova Aquitània. L'any 2007 tenia 961 habitants.

## Demografia

### Població
El 2007 la població de fet de Saint-Loup-Lamairé era de 961 persones. Hi havia 432 famílies de les quals 144 eren unipersonals (48 homes vivint sols i 96 dones vivint soles), 172 parelles sense fills, 96 parelles amb fills i 20 famílies monoparentals amb fills.
La població ha evolucionat segons el següent gràfic:
Habitants censats

### Habitatges
El 2007 hi havia 572 habitatges, 434 eren l'habitatge principal de la família, 105 eren segones residències i 33 estaven desocupats. 553 eren cases i 16 eren apartaments. Dels 434 habitatges principals, 348 estaven ocupats pels seus propietaris, 75 estaven llogats i ocupats pels llogaters i 11 estaven cedits a títol gratuït; 6 tenien una cambra, 17 en tenien dues, 63 en tenien tres, 118 en tenien quatre i 230 en tenien cinc o més. 311 habitatges disposaven pel capbaix d'una plaça de pàrquing. A 200 habitatges hi havia un automòbil i a 183 n'hi havia dos o més.

### Piràmide de població
La piràmide de població per edats i sexe el 2009 era:
| Homes | Edats   | Dones |
| ----- | ------- | ----- |
| 4     | 95 o +  | 8     |
| 8     | 90 a 94 | 24    |
| 0     | 85 a 89 | 20    |
| 12    | 80 a 84 | 0     |
| 28    | 75 a 79 | 48    |
| 36    | 70 a 74 | 40    |
| 28    | 65 a 69 | 56    |
| 28    | 60 a 64 | 12    |
| 16    | 55 a 59 | 36    |
| 44    | 50 a 54 | 20    |
| 68    | 45 a 49 | 40    |
| 32    | 40 a 44 | 40    |
| 24    | 35 a 39 | 36    |
| 16    | 30 a 34 | 16    |
| 12    | 25 a 29 | 24    |
| 20    | 20 a 24 | 4     |
| 24    | 15 a 19 | 32    |
| 28    | 10 a 14 | 20    |
| 24    | 5 a 9   | 36    |
| 16    | 0 a 4   | 8     |

## Economia
El 2007 la població en edat de treballar era de 535 persones, 383 eren actives i 152 eren inactives. De les 383 persones actives 357 estaven ocupades (193 homes i 164 dones) i 26 estaven aturades (8 homes i 18 dones). De les 152 persones inactives 87 estaven jubilades, 22 estaven estudiant i 43 estaven classificades com a «altres inactius».

### Ingressos
El 2009 a Saint-Loup-Lamairé hi havia 430 unitats fiscals que integraven 910,5 persones, la mediana anual d'ingressos fiscals per persona era de 16.388 €.

### Activitats econòmiques
Dels 36 establiments que hi havia el 2007, 1 era d'una empresa extractiva, 2 d'empreses alimentàries, 1 d'una empresa de fabricació d'altres productes industrials, 4 d'empreses de construcció, 4 d'empreses de comerç i reparació d'automòbils, 2 d'empreses de transport, 3 d'empreses d'hostatgeria i restauració, 2 d'empreses d'informació i comunicació, 5 d'empreses immobiliàries, 3 d'empreses de serveis, 7 d'entitats de l'administració pública i 2 d'empreses classificades com a «altres activitats de serveis».
Dels 8 establiments de servei als particulars que hi havia el 2009, 1 era una gendarmeria, 2 paletes, 1 guixaire pintor, 1 electricista, 1 perruqueria i 2 restaurants.
Dels 3 establiments comercials que hi havia el 2009, 1 era una botiga de menys de 120 m², 1 una fleca i 1 una llibreria.
L'any 2000 a Saint-Loup-Lamairé hi havia 27 explotacions agrícoles que ocupaven un total de 1.176 hectàrees.

## Equipaments sanitaris i escolars
L'únic equipament sanitari que hi havia el 2009 era una farmàcia.
El 2009 hi havia una escola elemental integrada dins d'un grup escolar amb les comunes properes formant una escola dispersa.

## Poblacions més properes
El següent diagrama mostra les poblacions més properes.